# Compsomelissa acaciae
Compsomelissa acaciae là một loài Hymenoptera trong họ Apidae. Loài này được Brooks & Pauly mô tả khoa học năm 2001.